# Le Monstre (achtbaan)
Le Monstre is een houten tweelingachtbaan in het Canadese attractiepark La Ronde.
De door William Cobb & Associates gebouwde achtbaan opende in 1985 na voltooiing van de eerste baan waarna de tweede baan volgde in 1986.

## Records
Le Monstre is sinds de opening:
- de hoogste houten tweelingachtbaan ter wereld
- de hoogste houten achtbaan van Canada.[1]

## Incidenten
In 2001 brandde een motorzekering door waardoor een achtbaantrein bovenaan de eerste afdaling bleef staan, parkmedewerkers moesten de bezoekers hiervandaan evacueren.
In 2006 maakte een vrouw een val vanaf 5 meter met als gevolg 2 gebroken armen en diverse inwendige bloedingen. Dit incident vond plaats bij het rangeren van een achtbaantrein, de oorzaak was niet mechanisch.
Op 18 mei 2009 bleef een trein staan halverwege de baan vanwege overmatige wrijving, het brandweerkorps van Montréal heeft toen geholpen met het evacueren van de bezoekers.